# Caustication
Une réaction de caustication est une réaction entre un carbonate alcalin et de l'eau de chaux, formant ainsi un hydroxyde alcalin et du carbonate de calcium. Voici un exemple de réaction de caustication avec le carbonate de sodium :
Na2CO3 (s) + Ca(OH)2 (aq)  → 2 NaOH (aq) + CaCO3 (s)
Cette réaction peut avoir lieu avec n’importe quel élément alcalin : le lithium, le sodium, le potassium, le rubidium, le césium, et théoriquement le francium.

## Histoire
Cette réaction était utilisée dès l’Égypte ancienne pour produire de la soude caustique (NaOH). Puis, très rapidement après la découverte de l’électricité, les synthèses d’hydroxydes alcalins commencèrent à être réalisées par des réactions d’électrolyse, le rendement étant nettement meilleur.

## Avantages et inconvénients

### Avantages
L'avantage de cette réaction est qu'elle est très rapide. Une fois le carbonate et l'eau de chaux mis en contact, l'hydroxyde alcalin se trouve alors en solution et la précipitation se fait instantanément. De plus, quand la réaction est terminée, il suffit de filtrer pour éliminer le carbonate de calcium formé qui précipite étant donné qu'il est insoluble dans l'eau.

### Inconvénients
Le principal inconvénient de cette réaction est qu'elle nécessite de très grandes quantités d'eau. En effet, l'hydroxyde de calcium (appelé « eau de chaux » lorsqu'il est en solution) est très peu soluble dans l'eau (1,7 g·l-1 à 20 °C). Par conséquent, pour former une mole d'hydroxyde de sodium, il faudra un peu plus de vingt litres d'eau pour dissoudre l'hydroxyde de calcium nécessaire à la réaction. Cela implique que la soude formée sera difficile à obtenir à l'état solide.